# Eumerus unicolor
Eumerus unicolor är en tvåvingeart som beskrevs av Friedrich Hermann Loew 1858. Eumerus unicolor ingår i släktet månblomflugor, och familjen blomflugor. Inga underarter finns listade i Catalogue of Life.